# Караванеци (Телеорман)
Караванеци (рум. Caravaneți) насеље је у Румунији у округу Телеорман у општини Калмацују. Oпштина се налази на надморској висини од 67 m.

## Становништво
Према подацима из 2002. године у насељу је живело 406 становника, од којих су сви румунске националности.